# Иоанникий (Гаврилов)
Иоанникий (в миру Иван Гаврилов; ум. 1816) — архимандрит Московского Высокопетровского монастыря Русской православной церкви.   
О мирской жизни Ивана Гаврилова сведений сохранилось очень мало, известно лишь, что он происходил из московских купцов.
В 1770 году он постригся в монахи в Симонове монастыре города Москвы, где впоследствии был иеромонахом и наместником. 
6 октября 1776 году Иоанникий Гаврилов был переведен казначеем в Троице-Сергиеву лавру. По личной рекомендации московского митрополита Платона был назначен 28 августа 1788 года настоятелем Высоко-Петровского монастыря. В архимандрита посвящен 21 ноября 1788 года.
По письму отца Иоанникия митрополиту Платону о его слабости и старости в 1797 году он был уволен от управления Симоновым монастырем; вообще же митрополит Платон считал его одним из лучших архимандритов своей митрополии и отзывался, что он, «хотя проповедей и не говорит словом, но делом то исполняет». 
В 1800 году Иоанникий Гаврилов был назначен членом Московской духовной консистории. 15 сентября 1801 года он участвовал в короновании российского императора Александра I и в тот же день был пожалован золотым крестом, украшенным драгоценными камнями.
Иоанникий Гаврилов умер 9(21) апреля 1816 года.